# アルバート・ゴンザレス
アルバート・レイナルド・ゴンザレス（英語: Alberto Reynaldo Gonzales、1955年8月4日 - ）は、アメリカ合衆国の政治家。ジョージ・W・ブッシュ政権にて第30代大統領法律顧問、第80代アメリカ合衆国司法長官を務めた。ヒスパニック系初の司法長官である。

## 生涯
1955年8月4日にテキサス州サンアントニオに誕生する。メキシコからの移民労働者の子として誕生し、極貧生活の中で高校を卒業してアメリカ空軍での勤務を経てヒューストンのライス大学に入学した。そこで政治学を修め、ハーヴァードロースクールにて法務博士を取得した。1995年に当時テキサス州知事だったジョージ・W・ブッシュの法律顧問に着任した。
2005年にジョージ・W・ブッシュ大統領より任命され、ジョン・アシュクロフト前司法長官の後任として就任した。その後CIAによる無許可盗聴問題や連邦検事正9人の不当解任問題で責任論が浮上し、そこへ中間選挙での共和党の敗北が重なって民主党からの追及が激化し、アメリカ合衆国司法長官職を辞任した。これはドナルド・ラムズフェルド前国防長官の退任に続き、ジョージ・W・ブッシュ政権2期目の閣僚としては2人目となる。
2008年11月18日にディック・チェイニーらと共にテキサス州ウィラシー郡の勾留所内での虐待事件調査を妨害したとして、同郡大陪審から起訴されたことが報じられた。ただ調査の結果、12月には不起訴処分となった。
辞任後はテキサス工科大学の教授職に内定する意向と報じられているが、同大学の学生や教授らがこれに対する反対運動を起こしている。

## その他のリンク
| 公職                        | 公職                                                              | 公職                             |
| --------------------------- | ----------------------------------------------------------------- | -------------------------------- |
| 先代 トニー・ガルサ         | テキサス州州務長官 第100代：1998年1月1日 - 1999年1月3日           | 次代 エルトン・ボマー            |
| 先代 ジョン・アシュクロフト | アメリカ合衆国司法長官 第80代：2005年2月3日 - 2007年9月17日       | 次代 マイケル・ミュケイジー      |
| 司法職                      |                                                                   |                                  |
| 先代 ベス・ノーラン         | アメリカ合衆国大統領法律顧問 第30代：2001年1月20日 - 2005年2月3日 | 次代 ハリエット・マイアーズ      |
| 先代 ラウル・A・ゴンザレス  | テキサス州最高裁判所判事 1999年1月3日 - 2001年1月20日             | 次代 ウォレス・B・ジェファーソン |